# Ginestar (Castellar de la Ribera)
Ginestar és una masia de Castellar de la Ribera situada al vessant sud de la vall de la Ribera Salada a l'alçada del Molí de Querol, a 604 m. d'altitud.
Hi ha documentació de l'any 1135 referida a aquesta masia.